# Lan Yu
Lan Yu (藍宇 Lán Yǔ) és uns pel·lícula de Hong Kong-xinesa del 2001 de temàtica gai ambientada a Pequín dirigida per Stanley Kwan.

## Antecedentss
La pel·lícula es basa en una novel·la publicada de manera anònima a Internet l'any 1998. El rodatge va tenir lloc a Pequín, sense permís del govern. La pel·lícula, que va ser dirigida per Stanley Kwan, explica una història d'amor romàntica i tràgica de dos homes. Es basa en la novel·la xinesa 北京故事 ('’Běijīng gùshì'’, [A] Beijing Story) per un autor identificat només com a 北京同志 (Běijīng tóngzhì, [Un] camarada de Pequín). "Tongzhi" és un terme que s'utilitza sovint per referir-se a les identitats gais i lesbianes a la Xina. Atès que aquesta obra contenia representacions positives d'homes gais, escenes de sexe gai explícites (segons els estàndards xinesos) i ressuscitava el fantasma de la plaça de Tiananmen, en aquell moment, cap editor de la Xina continental no l'hauria publicat, ni l'autor estaria fora de perill de les represàlies del govern. D'aquí la seva publicació anònima a Internet. La història està ambientada a Pequín a finals de la dècada de 1980 i principis de la dècada de 1990, i fa una vívida referència a les protestes de la plaça de Tian'anmen de 1989. La pel·lícula es pot comptar com una pel·lícula feta al continent, ja que la majoria de la tripulació és de la Xina continental. Lan Yu va rebre una breu presentació de la Xina continental durant el Primer Festival de Cinema Gai de la Xina a la Universitat de Pequín el desembre de 2001 durant l'Associació de Cinema de la Universitat de Pequín patrocinat per la Universitat de Pequín. Tot i que la publicitat d'aquest festival de cinema va ser principalment limitada al lloc web de la Universitat, totes les projeccions programades d'aquesta pel·lícula es van esgotar ràpidament.

## Argument
A finals de la dècada de 1980, Lan Yu (Liu Ye), un estudiant pobre d'arquitectura del nord de la Xina, necessita desesperadament diners. Coneix Li Zheng (Li Huatong), que convenç Lan perquè es dediqui a la prostitució. Ingènuament, Lan accepta. Li presenta a un home de negocis d'èxit, Chen Handong (Hu Jun). (Li també és el tinent de Chen Handong i una de les poques persones que coneix la seva inclinació sexual.) Òbviament, Lan Yu està atret perquè va marxar amb l'home gran en lloc de l'home que havia de conèixer. La nit que van passar junts no només va ser un despertar sexual, sinó també emocional, per al noi. Mentre que Lan Yu es va enamorar immediatament de Chen Handong, l'home gran, que era molt tancat, no volia cap relació emocional, només sexe. Va fer tot el possible per evitar qualsevol afecció amb el jove, en lloc d'això va omplir Lan Yu amb diners i regals cars. Els seus esforços per convertir l'amor de Lan Yu per ell en una relació dependent i sense amor van fracassar quan Lan Yu va descobrir Chen enmig de la seducció d'un jove atleta universitari. Abatut, Lan Yu va sortir de l'apartament de Chen. No es tornarien a trobar fins al 4 de juny de 1989, quan Chen va anar a buscar en Lan Yu, tement per la seguretat dels joves enmig de la repressió de l'exèrcit a la plaça de Tiananmen. Trobant a Lan Yu desordenat i distret, l'incident els va reunir i va obrir un nou capítol en la seva relació.
Tot i que Chen Handong encara no podia comprometre's totalment amb Lan Yu, ara li va donar temps i atenció als joves, així com diners, un cotxe i una vil·la cara als suburbis de Pequín. Cap de les coses materials era el que en Lan Yu realment volia, tot i que ara les acceptava. En Chen ara vivia, una mica subreptíciament, amb Lan Yu i això era l'únic que importava a aquest últim. Malauradament, Chen Handong, sent l'únic fill d'un alt buròcrata del govern, estava sota una pressió creixent per casar-se. Després d'un festeig vertiginós, Chen Handong es va casar amb Jingping (Su Jin), un traductor que el va ajudar a negociar un tracte comercial d'èxit amb els russos. Després d'aquest matrimoni, Lan Yu es va mudar de la vil·la (encara que era al seu nom i legalment seu) i Chen Handong i va perdre tot contacte. Poc després, Chen Handong i Jingping es van divorciar.
Una trobada casual a l'aeroport i la invitació de Lan Yu a un dinar casolà van reunir la parella. Finalment, Chen Handong va correspondre l'amor i el compromís que Lan Yu havia donat amb tanta llibertat i els dos eren realment una parella. Però, l'empresa de Chen Handong, potser a causa de l'acord amb el govern rus, havia despertat sospita. S'ha iniciat una investigació per delictes de contraban i blanqueig de capitals. Amb el seu pare mort que ja no podia protegir-lo, Chen Handong s'enfrontava a una llarga pena de presó, si no era executat. Lan Yu va agafar els seus estalvis i els ingressos de la venda de la seva vila i tots els altres regals de Chen i va recaptar prou fons per resoldre els problemes legals i financers de Chen Handong. Malauradament, just quan es va adonar que el jove era realment el seu estimat i el seu destí, Lan Yu va morir en un accident de construcció. Tres anys després, Chen Handong encara està afligit i així comença la pel·lícula amb la seva reflexió sobre el passat i el que podria haver estat.

## Repartiment
- Hu Jun com a Chen Handong
- Liu Ye com a Lan Yu

## Recepció crítica
Lan Yu va rebre ressenyes positives de la crítica i va guanyar nombrosos premis en diversos festivals de cinema a Hong Kong i Taiwan, inclosa la victòria de Liu Ye al millor actor als Premis de Cinema Golden Horse de Taiwan. També va ser una selecció oficial a molts festivals de cinema importants, com ara el Sundance i el 54è Festival Internacional de Cinema de Canes. Tanmateix, hi ha hagut algunes crítiques negatives. Escrivint a The Film Journal, l'editor Rick A. Curnutte, Jr. va admirar les actuacions de Hu i Liu i va assenyalar que "són intèrprets dinàmics, que capturen la naturalesa evocadora de la relació de manera meravellosa i que interpreten entre ells, permetent la propietat compartida d'aquesta història d'amor madura i fràgil". No obstant això, va culpar a Kwan per no explorar el final del matrimoni de Chen "que temàticament funciona, però no ens dona cap inclinació sobre per què s'acaba el matrimoni, cosa que podria haver donat més accent al retorn resultant". Finalment, i "el més desastrós, la pel·lícula acaba amb un final brusc i massa tràgic, aparentment castigant els dos directors per les seves indiscrecions, quan tota la pel·lícula anterior suggereix que s'han guanyat el seu amor lamentant els seus errors". Malgrat aquests defectes, Curnutte va considerar que la pel·lícula té èxit en la narració de la història.

## DVD
La pel·lícula es va estrenar en DVD l'any 2003.